# NGC 5867
NGC 5867 (również PGC 2512461) – zwarta galaktyka (C), znajdująca się w gwiazdozbiorze Smoka. Odkrył ją Bindon Stoney – asystent Williama Parsonsa 25 kwietnia 1851 roku.